# Sharp
Sharp Corporation је јапанска међународна корпорација који дизајнира и производи електронске производе, са седиштем у Сакају. Од 2016. налази се у власништву тајванског предузећа Foxconn Group. Запошљава више од 50.000 људи широм света.